# Édouard Lartet
Pour les articles homonymes, voir Lartet.
Édouard Lartet, né le 15 mai 1801 à Castelnau-Barbarens et mort le 28 janvier 1871 à Seissan, est un paléontologue et préhistorien français. Il fait partie, avec Jacques Boucher de Perthes et quelques autres, des fondateurs de la préhistoire française.

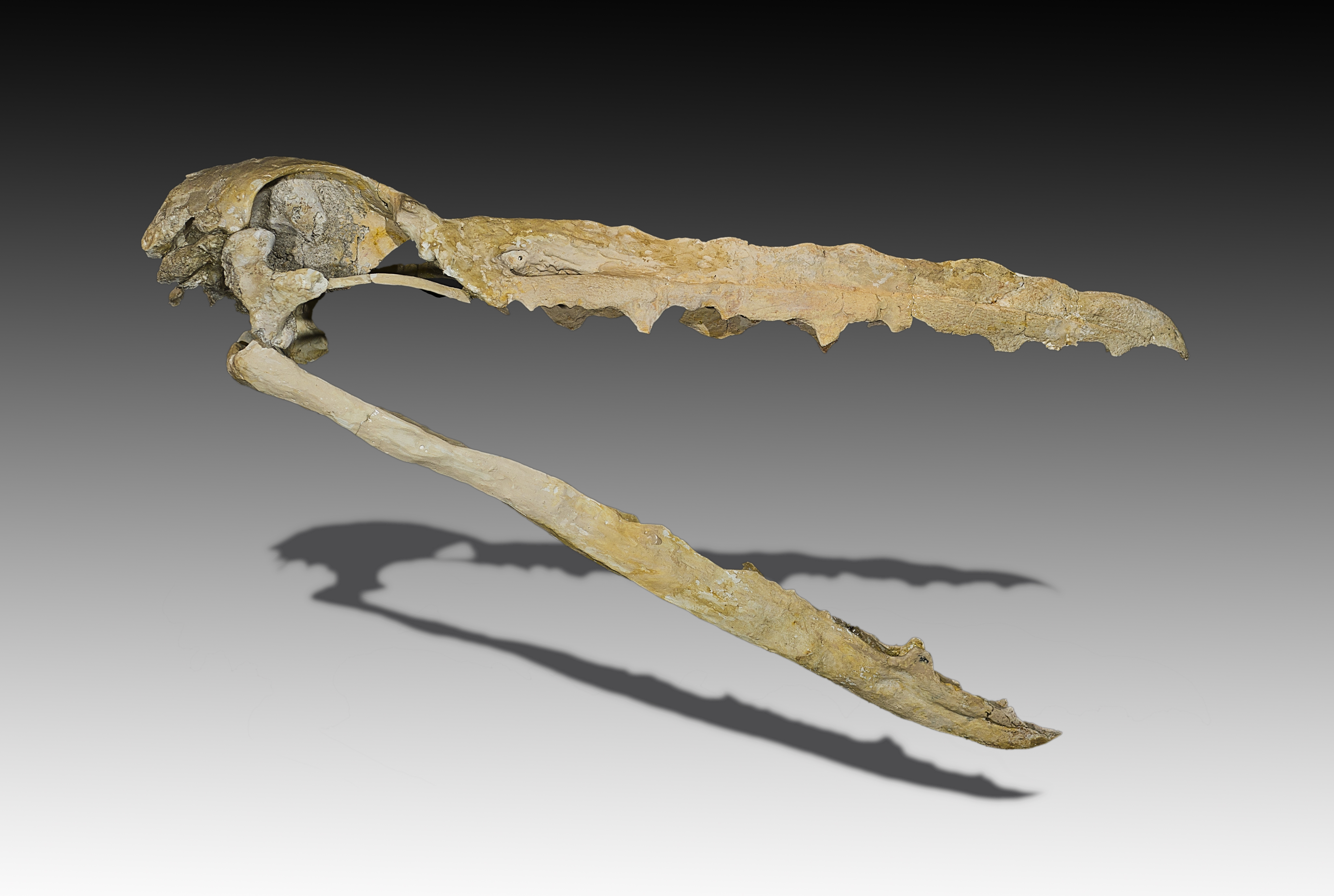
Pelagornis - Gélasien.

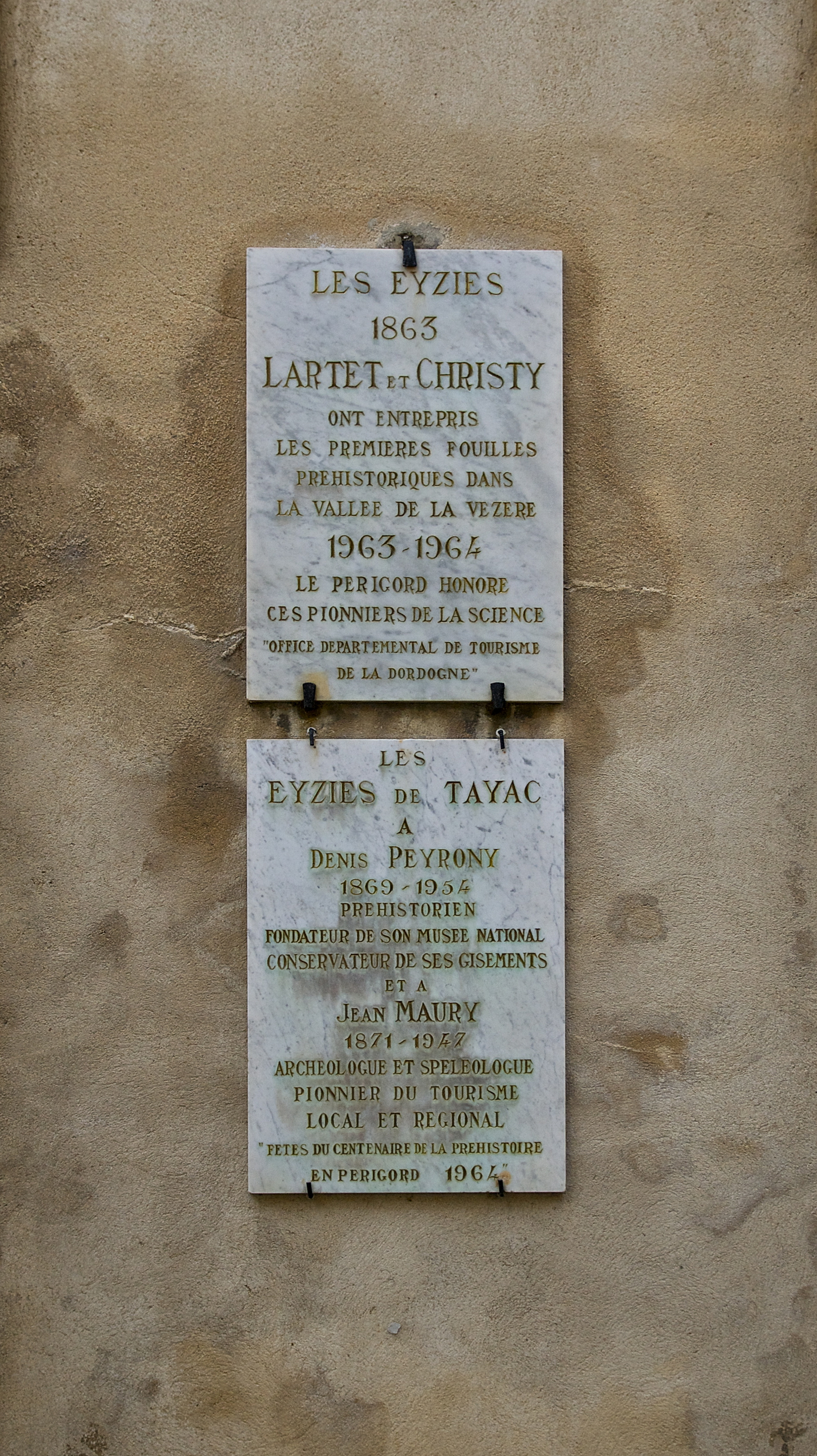
Hommage aux préhistoriens, dont Lartet et Christy, les deux amis. Les Eyzies de Tayac, Dordogne.

## Jeunesse et formation
Édouard Lartet est issu d'une famille de propriétaires terriens aisés établie à Seissan depuis cinq siècles. Excellent élève au lycée d'Auch, il reçoit les félicitations de Napoléon Ier en 1808 lors de son passage dans la ville.
Il est bachelier à 18 ans. Après des études de droit à Toulouse où il obtient une licence en 1820, puis un très court séjour à Paris, il s'intéresse aux sciences naturelles et suit des cours au Collège de France, à Paris. Il se nourrit en particulier des travaux de Georges Cuvier. De retour dans le Gers, à Ornézan, il dirige le domaine familial et exerce quelques années en tant qu'avocat. Il consacre d'abord ses loisirs, puis tout son temps, grâce à ses rentes, à sa passion pour la paléontologie et la géologie.

## Famille
En 1840, Édouard Lartet épouse Léonie Barrère, dont il aura un fils, qui sera également préhistorien, Louis Lartet, découvreur de l'Homme de Cro-Magnon en 1868 aux Eyzies-de-Tayac. En 1852, soucieuse de l'éducation de Louis, la famille quitte le Gers pour s'installer pendant deux années à Toulouse.

## Paléontologue
En 1833, en paiement de conseils juridiques, le berger Joseph Debat lui donne une dent de mastodonte provenant du lieu-dit lo camp de los osses, car les labours de ce champ font apparaitre des morceaux d'os. Lartet découvre ainsi le site paléontologique de Sansan, où il identifie plus de 90 genres et espèces fossiles de mammifères et de reptiles. Les premières publications datent de 1834. Ces travaux ont immédiatement un grand retentissement et François Guizot, ministre de l'Instruction Publique, lui octroie des crédits pour fouiller le gisement.
En 1836, il découvre à Sansan la mandibule du premier singe fossile, le Pliopithecus antiquus, espèce qu'il décrit en 1837. Cette découverte va à l'encontre de la théorie fixiste de Georges Cuvier, mort trois ans auparavant, qui avait affirmé que les singes fossiles ne pouvaient pas exister. Une commission d'enquête est nommée, présidée par Henri-Marie Ducrotay de Blainville, qui avait succédé à Cuvier à la chaire d'anatomie comparée du Muséum national d'histoire naturelle, à Paris, et elle confirme la découverte. Pour le naturaliste Isidore Geoffroy Saint-Hilaire, c'est la confirmation des théories de l'évolution qui avaient opposé Cuvier et son père Étienne Geoffroy Saint-Hilaire : « La découverte de la mâchoire fossile de singe de M. Lartet me parait appelée à commencer une ère nouvelle du savoir humanitaire ». Lartet se permet alors d'affirmer que « l'existence paléontologique de l'homme est une supposition qui n'a rien d'invraisemblable », ouvrant ainsi la chasse à l'homme fossile.
Les fouilles se poursuivent à Sansan et l'État rachète le site en 1848, par l'intermédiaire du Muséum national d'histoire naturelle. 78 espèces seront décrites sur le site, dont 27 sont encore valides aujourd'hui.
En 1856, Lartet publie la description de Dryopithecus fontani, découvert près de Saint-Gaudens et longtemps considéré comme un ancêtre potentiel de l'Homme. Le Dryopithèque est aujourd'hui attribué à la sous-famille des Homininae et à la tribu des Dryopithecini.
En 1857, il décrit le genre Pelagornis (oiseau à dent) du Gélasien, à partir d'un humérus trouvé dans le Gers.

## Préhistorien
En 1860, Édouard Lartet visite la fouille de Massat et en ouvre une autre à la grotte d'Aurignac. Ses constatations contribuent à démontrer la contemporanéité de l'Homme avec des espèces animales disparues, prouvée dès 1851 par Jean-Baptiste Noulet.
En 1861, il propose une chronologie du Quaternaire fondée sur les espèces successives de grands mammifères dominants, à partir desquelles il pensait pouvoir dater les industries lithiques paléolithiques : l'âge de l'ours des cavernes, l'âge de l'éléphant et du rhinocéros laineux (ou du mammouth et du rhinocéros laineux), l'âge du renne et l'âge de l'aurochs.
Au début des années 1860, il fouille certains des sites préhistoriques majeurs du Périgord dont, en 1863-1864 avec l'Anglais Henry Christy, Le Moustier, l'abri de la Madeleine, Laugerie-Haute, Laugerie-Basse et les grottes du Pech-de-l'Azé. À la Madeleine, la découverte d'objets gravés apporte une preuve décisive de l'existence d'un art préhistorique. Sa renommée nationale est au plus haut.
En 1866, Henry Testot-Ferry et Adrien Arcelin, qui ont découvert le gisement préhistorique de Solutré, font appel à ses services pour les aider à valider un certain nombre d'hypothèses. Il se déplace en Saône-et-Loire pour parcourir ce site, puis poursuit une longue correspondance avec les deux hommes.
En 1867, il préside le Congrès International d'Archéologie et d'Anthropologie préhistorique.
En 1869, il est nommé professeur de paléontologie au Muséum national d'histoire naturelle, à Paris. Affaibli par la maladie, il retourne dans sa région natale et meurt le 29 janvier 1871, avant d'avoir inauguré son enseignement.

## Collection Lartet auMuséum de Toulouse

Bâton percé, Magdalénien
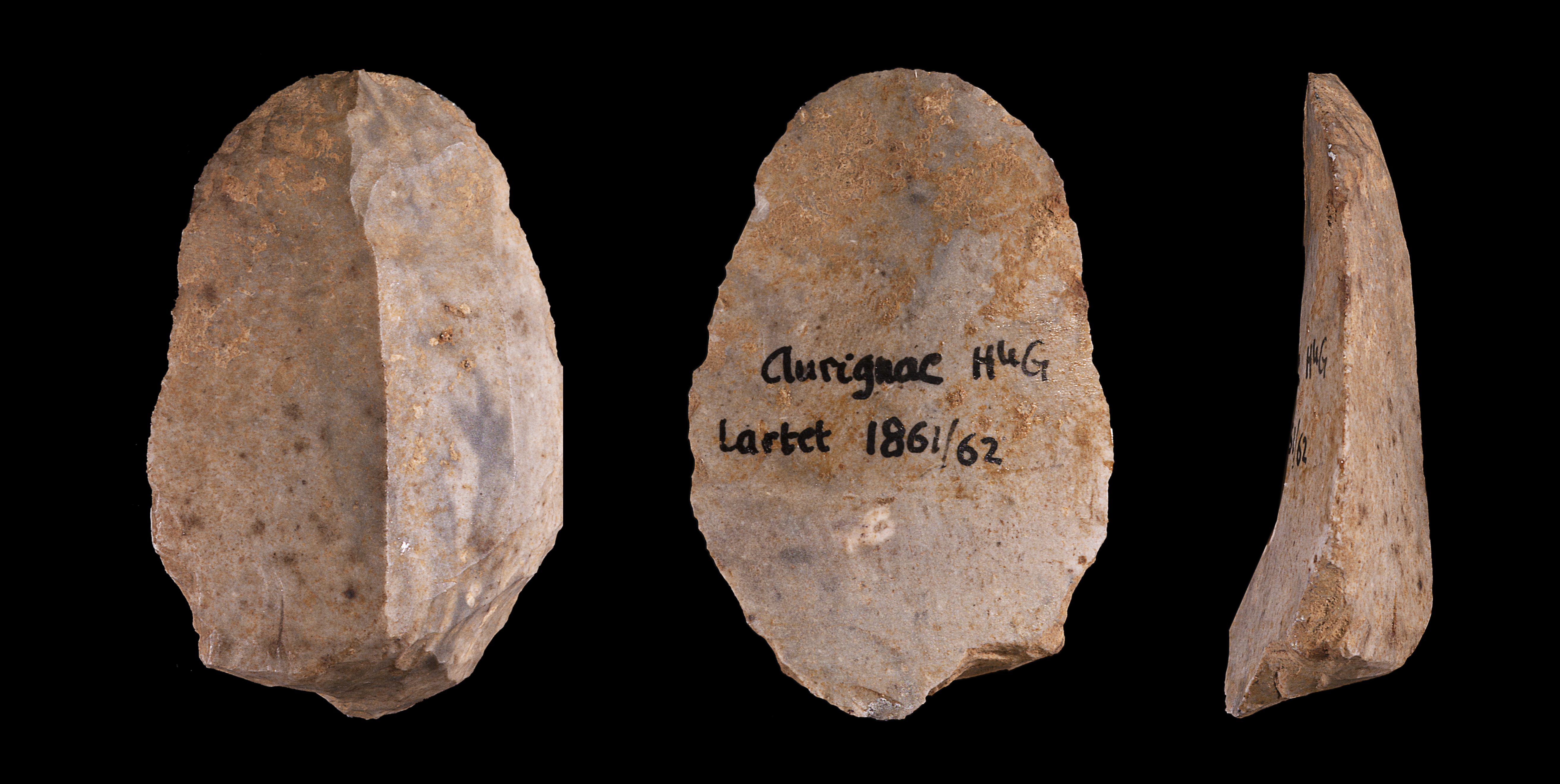
Grattoir double sur lame, Aurignacien
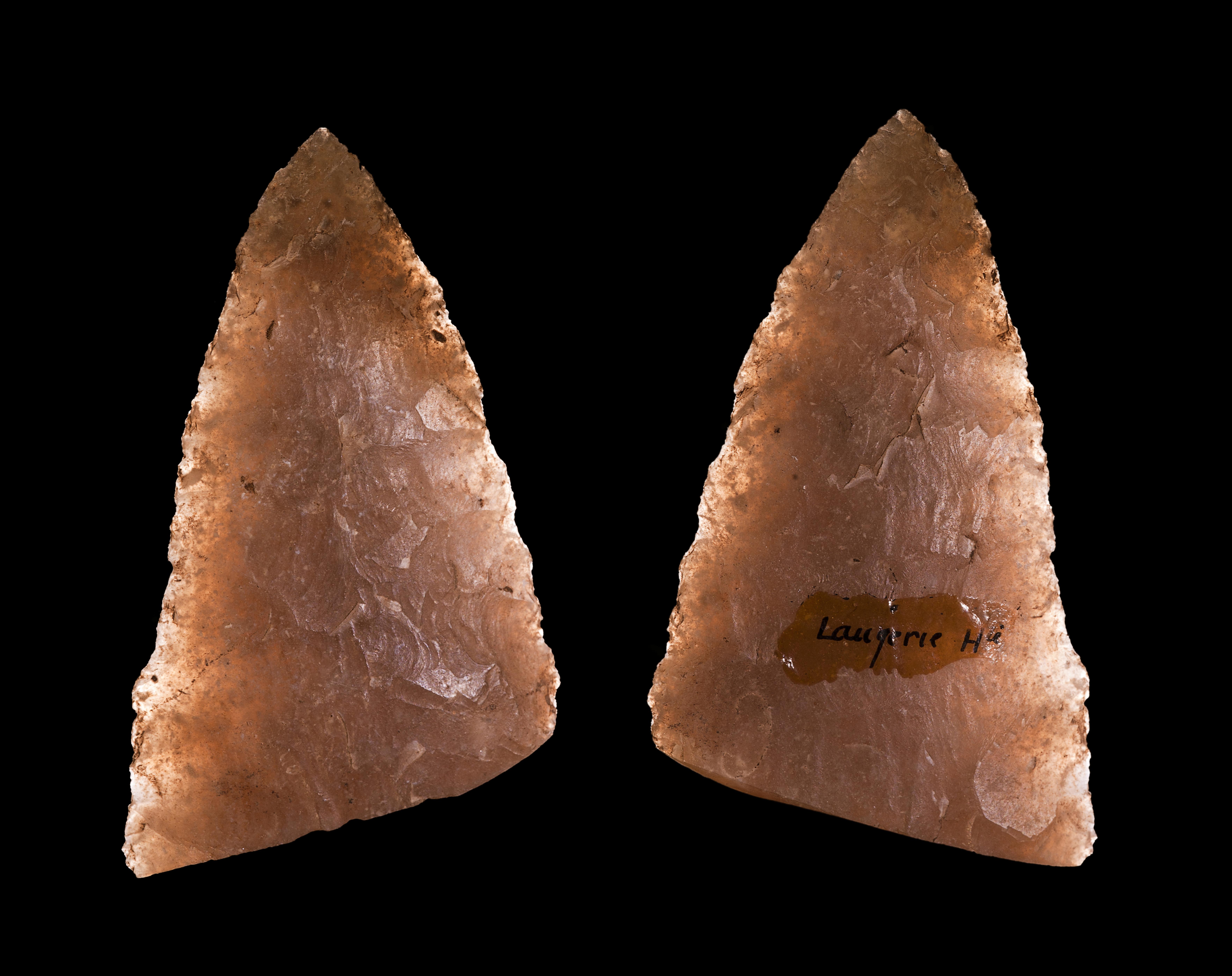
Fragment Feuille de laurier - Solutréen
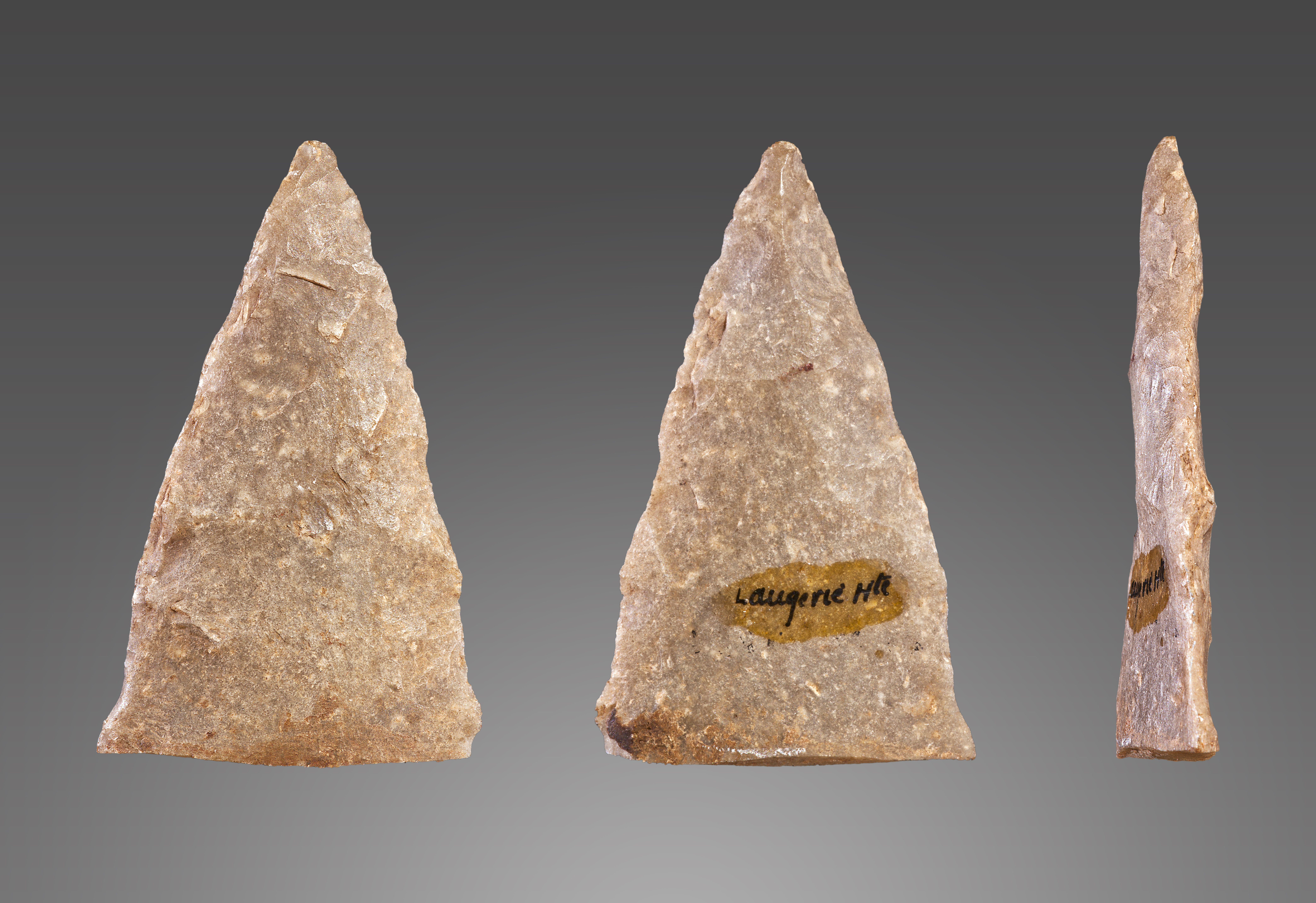
Fragment de « feuille de laurier », Solutréen

## Hommages
- Plusieurs villes honorent le souvenir d'Édouard Lartet : Auch, Castelnau Barbarens, Toulouse, Paris (la rue Édouard-Lartet dans le 12e arrondissement porte son nom depuis 1974), Seissan (où il mourut), Villeneuve-Tolosane.
- La ville de Gimont lui a dédié un collège et la commune d'Ornézan une école primaire.
- À l'occasion du 150e anniversaire de son décès, les Archives départementales du Gers lui ont consacré une exposition intitulée Edouard Lartet (1801-1871), un paléontologue gersois (septembre-décembre 2021).

La rue Edouard Lartet à Auch

## Publications
Voir « Édouard Lartet », sur gallica.bnf.fr pour les publications en ligne disponible sur Gallica.
- Édouard Lartet, « Note sur un grand singe fossile qui se rattache au groupe des singes supérieurs », Comptes rendus hebdomadaires des séances de l'Académie des sciences, t. 43,‎ 28 juillet 1856, p. 219-223
- Édouard Lartet (texte non publié dans les C.R. Acad. Sc. par l'obstruction du géologue Léonce Élie de Beaumont, alors secrétaire de l'Académie des Sciences), « Sur l'ancienneté géologique de l'espèce humaine dans l'Europe occidentale » (note présentée à l’Académie des Sciences le 19 mars 1860), Compte-rendu de l'Académie des Sciences, vol. 4, no 14,‎ 1860
- Édouard Lartet et Henry Christy, « Sur des figures d'animaux gravées ou sculptées et autres produits d'art et d'industries rapportables aux temps primordiaux de la période humaine », Revue archéologique, vol. 9,‎ 1864 (lire en ligne [sur books.google.fr])
- (en) Édouard Lartet, Henry Christy et Thomas Rupert Jones (dir.) (2 parties en 1 vol., 10 livraisons parues, inachevé), Reliquiae Aquitanicae: being contribution to the Archaeology and Paleontology of Perigord and the adjoining provinces of Southern France, Londres, Williams and Norgate (H. Baillière), 1865-1875, sur gallica (lire en ligne)